# Мурін Йосиф Євсейович
Йосиф Євсейович Мурін (Юзеф (Йозеф) Мурін (Мурин)) (19 грудня 1906, Мелітополь — 17 грудня 1955, Москва) — український радянський кінорежисер.

## Життєпис
Народився 19 грудня 1906 р. у Мелітополі в родині музиканта. Закінчив Київський кіноінститут (1934).
Створив на студії «Українфільм» нарис «Музолімпіада» (1931), фільми: «Марш шахтарів» (1932), «Штурмові ночі» (1932) й «Мак цвіте» (1934), звуковий варіант стрічки «Кармалюк» (1934). Разом з Андрієм Вінницьким працював над створенням науково-популярного фільму «Людина і мавпа».
1932 року як режисер взяв участь у створенні експериментальної постановки на Київській кінофабриці радіофільму «Штурмова ніч» на замовлення Всеукраїнської радіоуправи.
Помер 17 грудня 1955 р. в Москві.